# Нефтечала
Нефтечала́ (азерб. Neftçala) — город и административный центр Нефтечалинского района Азербайджана, расположенный на берегу Каспийского моря в 12 км к югу от устья реки Куры.

## Этимология
Название города происходит от азербайджанских слов «нефт» (neft в переводе с азерб. — «нефть») и «чала» (çala с азерб. — «малозаметная в рельефе ложбина; замкнутая плоская котловина») и означает ложбина (котловина), в которой имеется нефть. Такое название связано с нефтеностностью окрестностей города.

## История
На протяжении всей своей истории Нефтчала страдала от наводнений из-за близости к реке и относительно невысокой высоты большей части города. 
4 декабря 1959 года посёлок городского типа Нефтечала получил статус города.

## География
Город расположен к юго-западу от дельты реки Кура.

## Население
| Год  | Численность | Численность |
| ---- | ----------- | ----------- |
| 1959 | 4976        | [ 5 ]       |
| 1970 | 7131        | [ 6 ]       |
| 1979 | 10 734      | [ 7 ]       |
| 1989 | 14 241      | [ 8 ]       |
| 2022 | 22 072      | [ 1 ]       |

## Экономика
В городе расположен йодобромный завод.

## Инфраструктура
Действует крупная система городского транспорта, в основном управляемая Министерством транспорта.
16 января 2024 года была сдана в эксплуатацию после реконструкции система обеспечения города питьевой водой. От водопровода Ширван-Мугань была проложена магистраль диаметром 560 миллиметров и протяженностью 40 километров. Подача воды из водопровода была начата в ноябре 2020 года. Построена сеть обеспечения питьевой водой протяженностью 150 километров. 
В мае 2023 года введён в эксплуатацию второй магистральный водопровод протяженностью 38 км от Ширвано-Муганского группового акведука до Нефтчалы. Система водоснабжения города была полностью реконструирована.

## Спорт
В городе действует профессиональная футбольная команда, «Нефтчала» участвовала во втором и первом дивизионе Азербайджана по футболу. Команда выбыла после 2-х лет пребывания в первом дивизионе, и не получила лицензию на участие в Премьер-лиге Азербайджана.